# Live at Bing Theatre, Los Angeles, 1985
Live at Bing Theatre, Los Angeles, 1985 ist ein Jazzalbum von Roberto Miranda’s Home Music Ensemble mit den Gastmusikern Bobby Bradford, John Carter, James Newton und Horace Tapscott. Die am 25. Mai 1985 im Bing Theatre, University Park U.S.C., 3500 Watt Way, Los Angeles entstandenen Aufnahmen erschienen am 5. März 2021 auf dem französischen Label Dark Tree Records.

## Hintergrund
Das französische Label Dark Tree dokumentiert mit seiner Reihe Roots Series die Avantgarde-Jazz-Szene in Los Angeles, indem es unveröffentlichte Aufnahmen aus den Archiven vorlegt. Nach Aufnahmen des Bobby Bradford & John Carter Quintet (No U Turn: Live in Pasadena, 1975, ed. 2015), des Vinny Golia Wind Quartet und drei Aufnahmen Horace Tapscotts und seines Pan Afrikan Peoples Arkestra (Why Don’t You Listen? Live at LACMA, 1998, Ancestral Echoes: The Covina Sessions, 1976, Legacies for Our Grandchildren: Live in Hollywood 1995) erschien auf Dark Tree ein Mitschnitt vom Campus der University of Southern California (USC) von Roberto Mirandas Home Music Ensemble aus dem Bing Theatre in Los Angeles von 1985.
Roberto Miranda kam als Sohn puerto-ricanischer Eltern 1952 nach Los Angeles. Durch seinen Vater kam er früh mit der Congas-Musik in Berührung, auch wenn der Kontrabass sein Hauptinstrument wurde. In den 1980er-Jahren wurde er zu einem zentralen Mitglied der Formationen von Bobby Bradford, John Carter und Horace Tapscott. Auch nach dessen Tod ist er eine der tragenden Säulen des Pan Afrikan Peoples Arkestra, das sich unter der Leitung des Schlagzeugers Mekala Session weiterhin für die Förderung afroamerikanischer Musik und Kultur einsetzt.
Live at Bing Theater; Los Angeles, 1985 besteht aus sieben Miranda-Kompositionen. Die komplexen Stücke werden oft von Tapscott oder dem Flötisten James Newton vorangetrieben, doch Saxophonist Thom David Mason und Trompeter Bradford stehen regelmäßig im Mittelpunkt, schrieb Karl Ackermann. „Platform for Freedom“ beginnt das Album; das ausgedehnte, sechzehnminütige „Prayer #1“ wechselt von idyllischer Ruhe zu hemmungslosem freiem Spiel und wieder zurück. Es beginnt und endet mit Bradfords elegischem Trompetensolo. Die düstere Eröffnung von „Deborah Tasmin“ besteht aus Masons Tenorsaxophon und Tapscotts Pianospiel. Newton lockert das Stück mit seiner Flöte auf. Miranda steuert mit „Improvised Bass Solo 5/25/85“ eine Solonummer bei.

## Titelliste
- Roberto Miranda’s Home Music Ensemble With Bobby Bradford, John Carter, James Newton, Horace Tapscott: Live at Bing Theatre, Los Angeles, 1985 (Dark Tree DT(RS)14 – Roots Series)[3]

1. Platform for Freedom 7:08
2. Faith 7:45
3. Agony in the Garden 8:02
4. Prayer #1 16:47
5. Deborah Tasmin 12:34
6. Improvised Bass Solo 5/25/85 5:52
7. Dance of Blessing, Happiness & Peace 8:39

Die Kompositionen stammen von Roberto Miranda.

## Rezeption
Nach Ansicht von Karl Ackermann, der das Album in All About Jazz rezensierte, ist der Klang des Albums makellos und die Atmosphäre vielseitig und dynamisch. Miranda habe mit seinen Beiträgen zur Musik von Bobby Hutcherson, David Murray, Arthur Blythe und anderen einen unvergesslichen Eindruck hinterlassen, vor allem jedoch als Bassist von Tapscotts Pan Afrikan Peoples Arkestra. Miranda hätte mehr als nur Musik mit Tapscott geteilt. Beide seien der Kunstszene im südlichen Los Angeles überaus treu gewesen, und dieses Engagement schränkte Mirandas Sichtbarkeit außerhalb der Gemeinschaft ein. Doch Live at Bing Theatre würde seine Fähigkeiten als Komponist und Musiker in einigen herausfordernden Umgebungen unter Beweis stellen. Es lohne sich, nach seiner Musik zu suchen, und Fans von Tapscotts Pan Afrikan Peoples Arkestra dürften diese Veröffentlichung sehr zufriedenstellend finden.